# Айтберов, Тимур Магомедович
Тимур (Тимирлан, Темирлан) Магомедович Айтберов (авар. МухIамадил Тимур Айтберов; род. 30 сентября 1947, Махач-Кала) — российский дагестанский историк, кандидат исторических наук, доцент Дагестанского государственного университета, старший научный сотрудник Института истории, археологии и этнографии ДФИЦ РАН.

## Биография
Родился 30 сентября 1947 года в Махачкале. По национальности аварец.
В 1972 году окончил исторический факультет Дагестанского государственного университета. В 1977 году окончил аспирантуру при Ленинградском государственном университете, в 1981 году защитил диссертацию «Вопросы социальной структуры Дагестана XVI—XVII вв.» и получил учёную степень кандидата исторических наук.
В 1979—1990 годах работал в секторе востоковедения Института языка, литературы и искусства Дагестанского филиала АН СССР, занимал должности старшего лаборанта, младшего научного сотрудника и старшего научного сотрудника.
С 1990 года работает на историческом факультете Дагестанского государственного университета, занимал должности старшего преподавателя и доцента. С 2013 года по совместительству работал старшим научным сотрудником Института истории, археологии и этнографии ДФИЦ РАН.

## Научная и общественная деятельность
Область научных исследований — средневековая история и историческая география Дагестана; письменные источники по истории Дагестана.
Автор более 100 научных публикаций. Печатался в журналах «Советская этнография» и «Iran and the Caucasus».
Является одним из самых цитируемых историков Дагестана; имеет 1800 цитирований из РИНЦ, индекс Хирша по РИНЦ — 21.
Входит в правление Аварской национально-культурной автономии.